# Pré-générique
Un pré-générique est une courte scène d'introduction durant environ cinq minutes qui précède le générique d'un film.
Cette pratique plutôt courante dans le cinéma est la marque de fabrique de la série des James Bond.
Cette pratique est très courante dans les séries télévisées américaines.